# Aubusson, Creuse
Aubusson  (occitanska: Lo Buçon) är en kommun i departementet Creuse i regionen Nouvelle-Aquitaine i de centrala delarna av Frankrike. Kommunen ligger i kantonen Aubusson som tillhör arrondissementet Aubusson. År 2022 hade Aubusson 3 036 invånare.
Aubusson är känd för sin tapettillverkning med anor sedan 1500-talet, så kallade Aubusson-tapeter.

## Befolkningsutveckling
Antalet invånare i kommunen Aubusson
Referens:INSEE